# Eduard Reuss (Theologe)

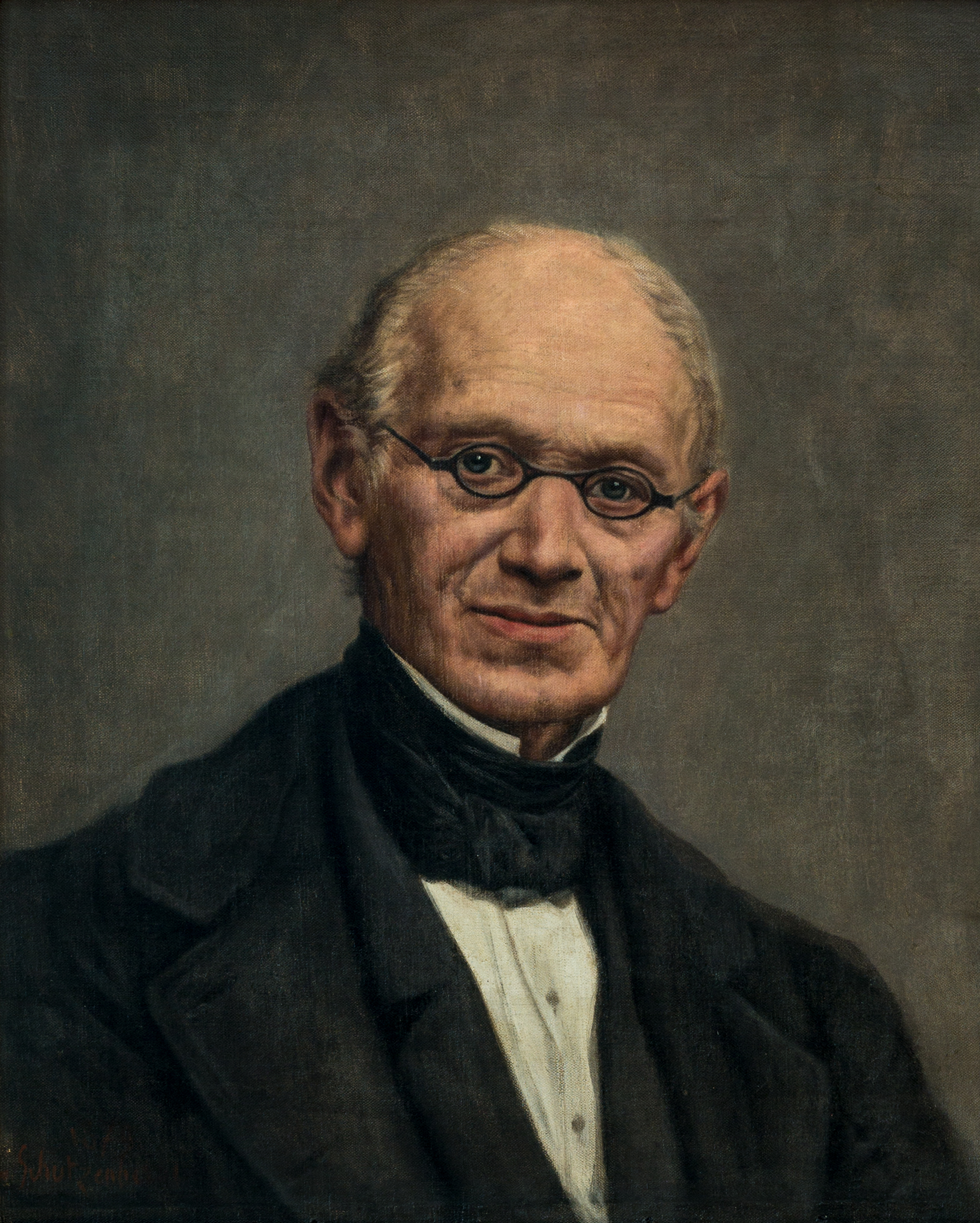
Eduard Reuss, Gemälde von Louis Frédéric Schützenberger

Eduard Wilhelm Eugen Reuss (auch Reuß; * 18. Juli 1804 in Straßburg; † 15. April 1891 ebenda) war ein französisch-deutscher evangelischer Theologe.

## Leben
Reuss war ein Sohn des Tuchhändlers Ludwig Christian Reuss und seiner Ehefrau Margarete geb. Bauer. Ab 1819 studierte er am Protestantischen Seminar in seiner Heimatstadt und wechselte 1822 an die Theologische Fakultät der Universität Straßburg. 1825 ging er für ein Semester an die Universität Göttingen, wo Johann Gottfried Eichhorn sein wichtigster Lehrer war. Nach einem weiteren Semester an der Universität Halle, wo er an der Theologischen Fakultät bei Julius Wegscheider und Wilhelm Gesenius studierte, ging er 1827 nach Paris, um sich bei Antoine-Isaac Silvestre de Sacy auf die orientalischen Sprachen zu spezialisieren. 1828 nach Straßburg zurückgekehrt, wurde er Lehrer am protestantischen Gymnasium und Privatdozent am Protestantischen Seminar, wo er 1834 zum außerordentlichen und 1836 zum ordentlichen Professor, 1859 schließlich zum Direktor aufstieg. Daneben erhielt er 1838 eine außerordentliche Professur an der Theologischen Fakultät, erst 1864 den Lehrstuhl für Altes Testament. An der Theologischen Fakultät der 1872 neu gegründeten Kaiser-Wilhelms-Universität war er der erste Dekan und las noch bis zu seiner Emeritierung 1888.
1838 verteidigte er in seiner Schrift Wir reden Deutsch vehement die Verwurzelung des Elsasses in der deutschen Kultur und deutschen Sprache, die er durch die zunehmende Französisierung gefährdet sah. Er betrachtete wie viele andere evangelische elsässische Theologen die Beibehaltung der deutschen Sprache stets als lebensnotwendiges Bindeglied zum Kernland der lutherischen Reformation und hielt bis 1849 seine Vorlesungen in Straßburg nur in deutscher Sprache. Das hinderte ihn jedoch nicht, auch dem französischen Protestantismus seine Aufmerksamkeit zu widmen. Wegen seiner französischen Studenten hielt er seit 1849 einen Teil seiner Vorlesungen in französischer Sprache und begann danach auch vermehrt in französischer Sprache zu publizieren. Sein in 16 Bänden in Paris 1874–1881 erschienenes Werk La Bible, traduction nouvelle avec introductions et commentaires wurde per Dekret der römisch-katholischen Glaubenskongregation 1879 auf den Index gesetzt.
Reuss war seit 1839 mit Julie Himly verheiratet. Sein Sohn Rodolphe Reuss (Rudolf Reuss; 1841–1924) war Universitätsbibliothekar in Straßburg und ein bedeutender Historiker. Seine Cousine Caroline (1791–1858) war die Mutter von Georg Büchner, mit dem er korrespondierte und mehrfach zusammentraf.

## Mitgliedschaften
Eduard Reuss war Mitglied der Deutschen Morgenländischen Gesellschaft.

## Werk
Reuss machte sich vor allem durch seine Beiträge zur historisch-kritischen Erforschung der Bibel einen Namen. Schon 1839 stellte er die These auf, dass die prophetischen Überlieferungen des Alten Testaments älter seien als die kultischen und priesterlichen Gesetze. Damit arbeitete er der Neueren Urkundenhypothese vor, die sein Schüler Karl Heinrich Graf und später Julius Wellhausen weiter entwickelten.
Als einer der ersten Neutestamentler vertrat er die zeitliche Priorität des Markusevangeliums vor dem Matthäusevangelium. Von 1876 bis 1881 gab er in 17 Bänden eine kommentierte französische Übersetzung der Bibel heraus. Eine fünfbändige kommentierte Bibelausgabe in Deutsch wurde nach seinem Tode von Alfred Erichson herausgegeben.
Mit Johann Wilhelm Baum und August Eduard Cunitz, die auf dem Gymnasium seine Schüler gewesen waren, verantwortete Reuss die im Corpus Reformatorum erschienene erste Gesamtausgabe der Werke Calvins (Joannis Calvini opera quae supersunt omnia).